# Олександр Івановський
Олександр Івановський — український військовий діяч та дипломат часів Івана Мазепи. 

## Життєпис
За правління Івана Мазепи йому було доручено ряд дипломатичних місій у Польщі. Піддячий Герасимов, який був на службі у російського резидента при польському дворі, зустрів на ринку Олександра Івановського, який служив у Івана Мазепи. Він нібито приїхав до коронного гетьмана Станіслава Яблоновського з проханням вислати Соломона в Смоленськ. Разом з тим зі свідчення Герасимова знаємо, що гетьманський посланець бачився з Семеном Гродським (Соломоном) у Жовкві. У листі ж до якого 15 березня Іван Мазепа просив свідчити, ніби він прийшов у Польщу за намовою Михайла Бороховича, колишнього гадяцького полковника. Саме такої версії пізніше дотримувався спійманий чернець..